# Peprossiïta-(Ce)
La peprossiïta-(Ce) és un mineral de la classe dels borats. Rep el seu nom del mineralogista i cristal·lògraf italià Giuseppe "Pep" Rossi (1938-1990).

## Característiques
La peprossiïta-(Ce) és un borat aprovat com a espècie vàlida per l'Associació Mineralògica Internacional l'any 1999. La seva fórmula química va ser redefinida l'any 2024, passant a ser: CeAl₂(B₃.₆₇Si₀.₃₃)O₁₀.₆₇. Cristal·litza en el sistema hexagonal. Normalment es troba en forma d'escates de color groc clar en petites geodes entre cristalls de sanidina. La seva duresa a l'escala de Mohs és 2.
Segons la classificació de Nickel-Strunz, la peprossiïta-(Ce) pertany a «06.C - Nesotriborats» juntament amb els següents minerals: inderita, ameghinita, kurnakovita, inderborita, meyerhofferita, inyoïta, solongoïta, nifontovita i olshanskyita.

## Formació i jaciments
Va ser descoberta l'any 1992 a Sacrofano, a la província de Roma, Latium (Itàlia). També a Itàlia, ha estat descrita al llac Vico, a la província de Viterbo. Sol trobar-se associada a altres minerals com: sanidina, aegirina-augita, zircó, titanita i magnetita.